# Villalba de la Loma
Villalba de la Loma ist eine Ortschaft in der autonomen Gemeinschaft Kastilien und León in Spanien. Sie gehört der Provinz Valladolid an. 2024 hatte die Gemeinde 58 Einwohner.

## Lage
Villalba de la Loma liegt 84 Kilometer nordwestlich von Valladolid und 50 Kilometer von der Stadt León entfernt.

## Bevölkerungsentwicklung
| Jahr      | 1991 | 1996 | 2001 | 2004 | 2014 |
| Einwohner | 61   | 50   | 47   | 46   | 62   |